# Nhóm ngôn ngữ Tuareg
Tuareg, còn gọi là Tamasheq, Tamajaq, hay Tamahaq (Tifinagh: ⵜⴰⵎⴰⵌⴰⵆ), là một ngôn ngữ Berber, hoặc một nhóm các ngôn ngữ và phương ngữ có liên quan rất chặt chẽ với nhau, được nói bởi người Tuareg (một dân tộc Berber) trên một vùng rộng lớn thuộc lãnh thổ các nước Mali, Niger, Algérie, Libya, và Burkina Faso, với một số người nói tại Tchad (người Kinnin).

## Phân loại
- Bắc
  - Tamahaq – ngôn ngữ của Kel Ahaggar, và Kel Ajjer được nói tại Algérie và bắc Niger bởi một số đông người Tuareg Sahara. Còn gọi là Tahaggart.
- Nam
  - Tamasheq – ngôn ngữ của Kel Adrar (còn gọi là Adrar des Ifoghas), được nói ở Mali bởi xấp xỉ 270.000 người.
  - Tamajeq Tayart – ngôn ngữ của Kel Ayer (đôi khi gọi là Aïr), được nói tại Niger bởi khoảng 250.000 người.[7]
  - Tamajaq Tawallammat – ngôn ngữ của Iwellemmeden, được nói tại Mali và Niger bởi chừng 870.000 người. Tên Iwellemmeden cũng được dùng để chỉ ngôn ngữ này.
  - Tamashaq của Kal Asakan.

Blench (ms, 2006) ghi nhận những ngôn ngữ sau, phương ngữ trong ngoặc đơn:
- Tawellemet (Abalagh/Đông, Tây)
- Tayiṛt (Ingal, Gofat)
- Tamesgrest (Azerori)
- Tafaghist
- Tahaggart/Ahaggar
- Ghat

Người nói tiếng Tin Sert (Tetserret) xem mình là người Tuareg, nhưng ngôn ngữ của họ thuộc nhánh Tây Berber.